# Округ Хеб
Округ Хеб (чеш. Okres Cheb) је округ у Карловарском крају, у Чешкој Републици. Административно средиште округа је град Хеб.

## Становништво
Према подацима о броју становника из 2012. године округ је имао 92.989 становника.